# Seleção São-Tomense de Futebol
A Seleção São-Tomense de Futebol representa São Tomé e Príncipe nas competições de futebol da FIFA. É filiada também à CAF e à UNIFFAC.

## Histórico
Seu primeiro jogo oficial foi contra o Gabão, em 2 de maio de 1976, e terminou com derrota por 6 a 0. Em número de gols marcados, a maior vitória da Seleção dos Falcões e Papagaios foi um 3 a 1 sobre a Maurícia, em outubro de 2019 - houve ainda 2 vitórias por 2 a 0 sobre Guiné Equatorial (novembro de 1999) e Serra Leoa (abril de 2000). A maior goleada sofrida foi um 11 a 0 para o Congo, em julho de 1976, em partida válida pelos Jogos da África Central.
Durante os anos 2000, a Seleção São-Tomense passou por um longo período de inatividade, tendo como sua atuação mais importante a disputa das Eliminatórias Africanas da Copa do Mundo FIFA de 2006.

### Ranking da FIFA
Em novembro de 2007, a equipe não disputava partidas oficiais desde 2003 e, por conta desta longa ausência, foi excluída do ranking de seleções da entidade. Sua última aparição no ranking havia sido na 200ª posição, em outubro de 2007.

### Retorno às competições
Após confirmar sua participação nas Eliminatórias da Copa do Mundo FIFA de 2014, a seleção santomense foi incluída na Fase Preliminar da Zona Africana de apuração para o torneio.
Em 30 de julho de 2011, na Marina da Glória, Rio de Janeiro, foi realizado o sorteio dos confrontos da primeira fase, com a seleção de São Tomé e Príncipe tendo a seleção do Congo como adversária, com jogos realizados nos dias 11 e 15 de novembro de 2011.
Em 8 de novembro, a Seleção foi recebida pelo recém-eleito Presidente da República Manuel Pinto da Costa, em uma audiência na qual dirigiu palavras de incentivo e estímulo aos jogadores, equipe técnica e dirigentes.
Em 23 de novembro, São Tomé e Príncipe voltou a aparecer no ranking oficial da FIFA, após os jogos realizados pelas Eliminatórias africanas da Copa do Mundo 2014, ocupando a 192ª posição. Desde então, a seleção evoluiu na classificação mundial, tendo subido diversas posições, desde o retorno às competições.

## Participações

### Copas do Mundo
- 1930 a 1990 – Não inscrita
- 1994 – Desistiu de participar
- 1998 – Não inscrita
- 2002 – Não se classificou
- 2006 – Não se classificou
- 2010 – Desistiu de participar
- 2014 – Não se classificou
- 2018 – Não se classificou
- 2022 – Não se classificou
- 2026 – Não se classificou

### Copa Africana de Nações
- 1957 a 1998 – Não inscrita
- 2000 – Não se classificou
- 2002 – Não se classificou
- 2004 – Desistiu de participar
- 2006 – Não inscrita
- 2008 – Não inscrita
- 2010 – Desistiu de participar
- 2012 – Não inscrita
- 2013 a 2025 – Não se classificou

## Recordes
- Atualizado até 9 de junho de 2024[8]

Jogadores em negrito ainda em atividade pela Seleção São-Tomense.
| #  | Jogador                 | Partidas | Gols | Período na seleção |
| -- | ----------------------- | -------- | ---- | ------------------ |
| 1  | Jocy                    | 36       | 1    | 2011–              |
| 2  | Luís Leal               | 29       | 11   | 2012–              |
| 3  | Ivonaldo                | 26       | 0    | 2014–              |
| 4  | Zé                      | 20       | 3    | 2011–2021          |
| 5  | Francisco do Nascimento | 18       | 0    | 2011–2018          |
| 6  | Harramiz                | 17       | 2    | 2015–              |
| 7  | Marcos Barbeiro         | 16       | 1    | 2016–              |
| 7  | Eba Viegas              | 16       | 0    | 2017–              |
| 7  | Leonildo Soares         | 16       | 0    | 2016–              |
| 10 | Aldair                  | 14       | 0    | 2016–              |

| # | Jogador       | Gols | Partidas | Média por jogo | Período na seleção |
| - | ------------- | ---- | -------- | -------------- | ------------------ |
| 1 | Luís Leal     | 11   | 29       | 0.38           | 2012–              |
| 2 | Jair Nunes    | 4    | 12       | 0.33           | 2011–2016          |
| 3 | Zé            | 3    | 20       | 0.15           | 2011–2021          |
| 4 | Amilcar Ramos | 2    | 3        | 0.67           | 2000               |
| 4 | Gué           | 2    | 8        | 0.25           | 2021–              |
| 4 | Iniesta       | 2    | 13       | 0.15           | 2017–              |
| 4 | Harramiz      | 2    | 17       | 0.12           | 2015–              |

## Treinadores
| - Rudi Gutendorf (1984) - Juvenal Correia Leal (?–1998) - Eduardo Luís (1999) - Eduardo de Sousa (2000) - Antônio Dumas (2000–2001) - José Ferraz (2003–2005) | - Osvaldo Lima (2011) - Gustave Clément Nyoumba (2011–2012) - António do Rosário (2015–2016) - Gustave Clément Nyoumba (2017–2019) - Adriano Eusébio (2019–2024) - Ricardo Monsanto (2024–) |

## Ligações Externas
- São Tomé e Príncipe no Fifa.com (em inglês).